# Johannes Zellweger (Politiker)

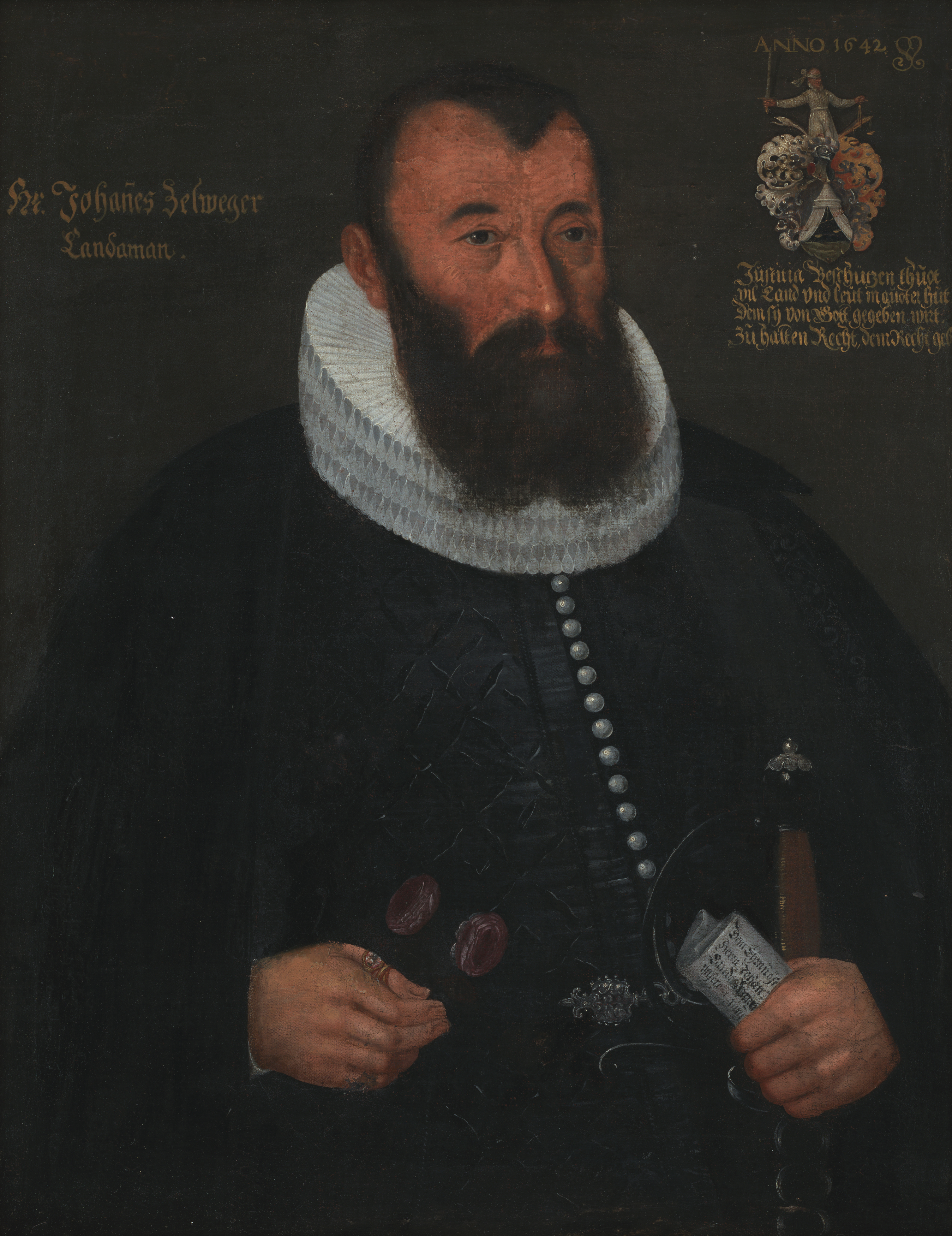
Johannes Zellweger, 7. Landammann von Appenzell Ausserrhoden 1642–1646

Johannes Zellweger  (* 4. März 1591 in Herisau; † angeblich 1664 in Trogen; heimatberechtigt in Teufen) war ein Schweizer Ratsherr, Ratsschreiber, Gemeindehauptmann, Landesbauherr, Tagsatzungsgesandter und Landammann aus dem Kanton Appenzell Ausserrhoden.

## Leben
Johannes Zellweger war ein Sohn von Conrad Zellweger. Seine erste Ehefrau war Elsbeth Schoch, seine zweite Katharina Koller. Eine dritte Ehe ging er mit Elisabeth Schiess ein. Vermutlich war er Wirt und Glaser wie sein Vater und sein Sohn. Ab ca. 1613 wohnte er in Teufen, um 1648 zog er nach Trogen. Ab 1625 war er Ratsherr sowie Ratsschreiber von Teufen und 1627 Gemeindehauptmann. Von 1628 bis 1642 amtierte er als Landesbauherr, ab 1631 bis 1644 als Tagsatzungsgesandter und von 1642 bis 1646 als Landammann. Weil er für die Einführung der neuen Erbschaftssteuer verantwortlich gemacht wurde, wurde er 1646 abgewählt.